# Елена Димитрова (актриса)
Вижте пояснителната страница за други личности с името Елена Димитрова.
Елена Димитрова е българска театрална и киноактриса.

## Биография
Роденa е на 16 август 1956 г. в София. Завършва Втора английска гимназия. След това завършва НАТФИЗ „Кръстьо Сарафов“.
Намира себе си в театрална работилница „Сфумато“. Някои от последните є роли в театъра са: „Разкази от лудницата“, реж. Анна Янакиева, „Траевремене“ от Радослав Чичев, реж. Ида Даниел, „Терминал 2: Самолетът закъснява“, реж. Маргарита Младенова, „Илюзии“ от Иван Вирипаев, реж. Младен Алексиев, „Медея, майка ми“ от Иван Добчев и Стефан Иванов, реж. Иван Добчев, „Яце форкаш“, реж. Неда Соколовска, „Завръщане във Витенберг“ от Георги Тенев и Иван Добчев, реж. Иван Добчев, 2011, „Зимна приказка“ от У. Шекспир, реж. Маргарита Младенова, „Окото“, реж. Ани Васева, „С“, реж. Ани Васева. 

## Театрални роли
- „Разкази от лудницата“
- „Траевремене“ (Радослав Чичев)
- „Терминал 2: Самолетът закъснява“
- „Илюзии“ (Иван Вирипаев)
- „Медея, майка ми“ (Иван Добчев и Стефан Иванов)
- „Яйце форкаш“
- „Завръщане във Витенберг“ (Георги Тенев и Иван Добчев) (2011)
- „Зимна приказка“ (Уилям Шекспир) – Хермина и Пердита
- „Окото“
- „С“
- „Пред/След“
- „Блус под земята“
- „ОООО – Сънят на Гогол“
- „Стриндберг в Дамаск“
- „Дядо вади ряпа“
- „Посещение при бащата“ (Роланд Шимелпфениг) (2012)
- „Чудният свирач“
- „Пророчество“
- „Между празниците“
- „Снежен сън“
- „Самолетът закъснява“
- „Синята брада – брак без приказка“
- „Как е“ (Самюъл Бекет)
- „Тяло хвърлено под ъгъл на хоризонта“ [3]
- „Смъртта на Дантон“
- „Стари времена“

ТВ ТЕАТЪР:
- „Летен сезон“ (1988) (Валери Кахачев)
- „Незавършена симфония“ (1978) (Божидар Божилов) – Астра

## Филмография
| Година | Филми и Сериали                                                 | Серии | Копродукции           | Роля                                                    |
| ------ | --------------------------------------------------------------- | ----- | --------------------- | ------------------------------------------------------- |
| 2019   | Денят на бащата                                                 | 6     |                       | социална работничка                                     |
| 2017   | Кораб в стая                                                    |       |                       | Павла                                                   |
| 1987   | Небе за всички                                                  |       |                       | стюардесата Силвия                                      |
| 1987   | По здрач                                                        |       |                       | жената на Стефан                                        |
| 1981   | Хайде, дядовци! (А ну-ка, дедушки!)                             |       | СССР/България         |                                                         |
| 1980   | Концерт за флейта и момиче                                      |       |                       | Лиляна                                                  |
| 1979   | Къщата                                                          |       |                       | княгинята                                               |
| 1979   | Снимки за спомен                                                |       |                       | Сашка Пелитева                                          |
| 1979   | Дивият лов на крал Стах (Дикая охота короля Стаха)              |       | СССР                  | Надежда Яновская, господарка на имението Болотные Ялины |
| 1977   | Нечиста сила                                                    |       |                       | Магда                                                   |
| 1977   | Юлия Вревска                                                    | 2     | България/СССР         | сестра Карабелова                                       |
| 1976   | Приказка за двама войници (Повесть о двух солдатах)             |       | СССР/България         | Донка                                                   |
| 1976   | Здрачаване (тв)                                                 |       |                       | Марта                                                   |
| 1976   | Момичето с хармоничката                                         |       |                       | партизанката Катя                                       |
| 1975   | Годеницата с най-красивите очи (Nevesta s nejkrásnejsíma ocima) |       | Чехословакия/България | Ирина                                                   |
| 1975   | Този истински мъж                                               |       |                       | Милка                                                   |
| 1975   | Да изядеш ябълката                                              |       |                       | Елена Атанасова, музикален педагог                      |
| 1974   | Откъде се знаем?                                                |       |                       | ученичката                                              |
| 1974   | Трудна любов                                                    |       |                       | Сашка                                                   |
| ?      | Съгласно член 58                                                |       |                       |                                                         |